# Плезант-В'ю (Кентуккі)
Плезант-В'ю (англ. Pleasant View) — переписна місцевість (CDP) в США, в окрузі Вітлі штату Кентуккі. Населення — 326 осіб (2020).

## Географія
Плезант-В'ю розташований за координатами 36°40′45″ пн. ш. 84°7′41″ зх. д. / 36.67917° пн. ш. 84.12806° зх. д. (36.679194, -84.127988).  За даними Бюро перепису населення США в 2010 році переписна місцевість мала площу 2,13 км², з яких 2,05 км² — суходіл та 0,08 км² — водойми.

## Демографія
Згідно з переписом 2010 року, у переписній місцевості мешкало 350 осіб у 151 домогосподарстві у складі 100 родин. Густота населення становила 165 осіб/км².  Було 176 помешкань (83/км²).
Расовий склад населення:
| - 99,7 % — білих |

До двох чи більше рас належало 0,3 %. Частка іспаномовних становила 0,0 % від усіх жителів.
За віковим діапазоном населення розподілялося таким чином: 21,7 % — особи молодші 18 років, 61,7 % — особи у віці 18—64 років, 16,6 % — особи у віці 65 років та старші. Медіана віку мешканця становила 44,2 року. На 100 осіб жіночої статі у переписній місцевості припадало 90,2 чоловіків;  на 100 жінок у віці від 18 років та старших — 86,4 чоловіків також старших 18 років.
Середній дохід на одне домашнє господарство  становив 26 668 доларів США (медіана — 21 696), а середній дохід на одну сім'ю — 37 662 долари (медіана — 35 714). За межею бідності перебувало 30,9 % осіб, у тому числі 22,8 % дітей у віці до 18 років та 0,0 % осіб у віці 65 років та старших.
Цивільне працевлаштоване населення становило 113 особи. Основні галузі зайнятості: освіта, охорона здоров'я та соціальна допомога — 51,3 %, публічна адміністрація — 26,5 %, науковці, спеціалісти, менеджери — 22,1 %.